# Carabus auronitens
Carabus auronitens là một loài bọ cánh cứng thuộc họ Carabidae.

## Miêu tả
Loài có kích thước từ 18 to 32 milimét. Loài có thể phân biệt với loài Carabus auratus, một loài tương tự, bằng tĩnh mạch dọc và râu: Carabus auratus có tĩnh mạch xanh lá cây-vàng và bốn mảnh râu đằng trước màu đỏ.

## Phân bố và môi trường sống
Loài này phân bố ở Trung Âu, Đông Âu và Tây Âu.

## Hình ảnh

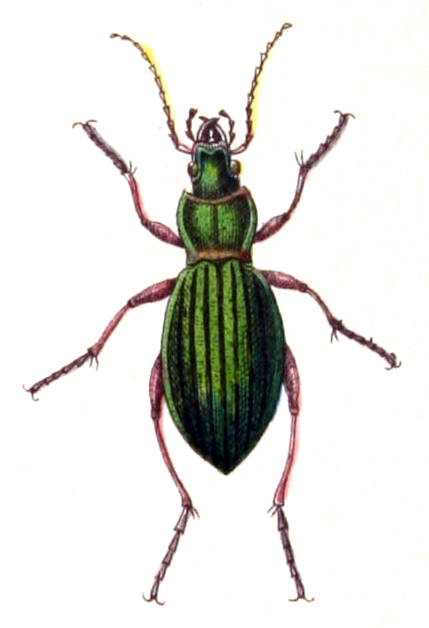
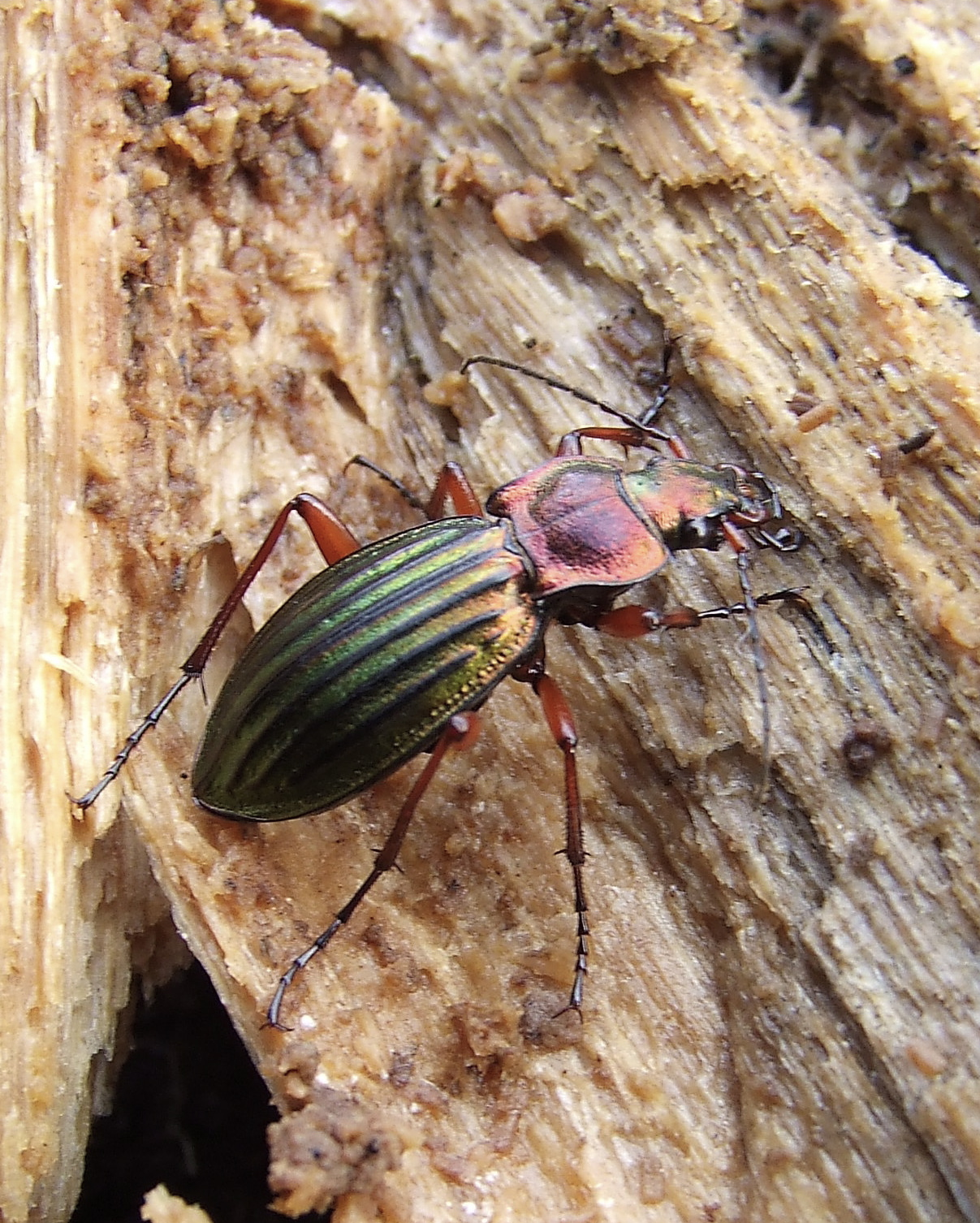
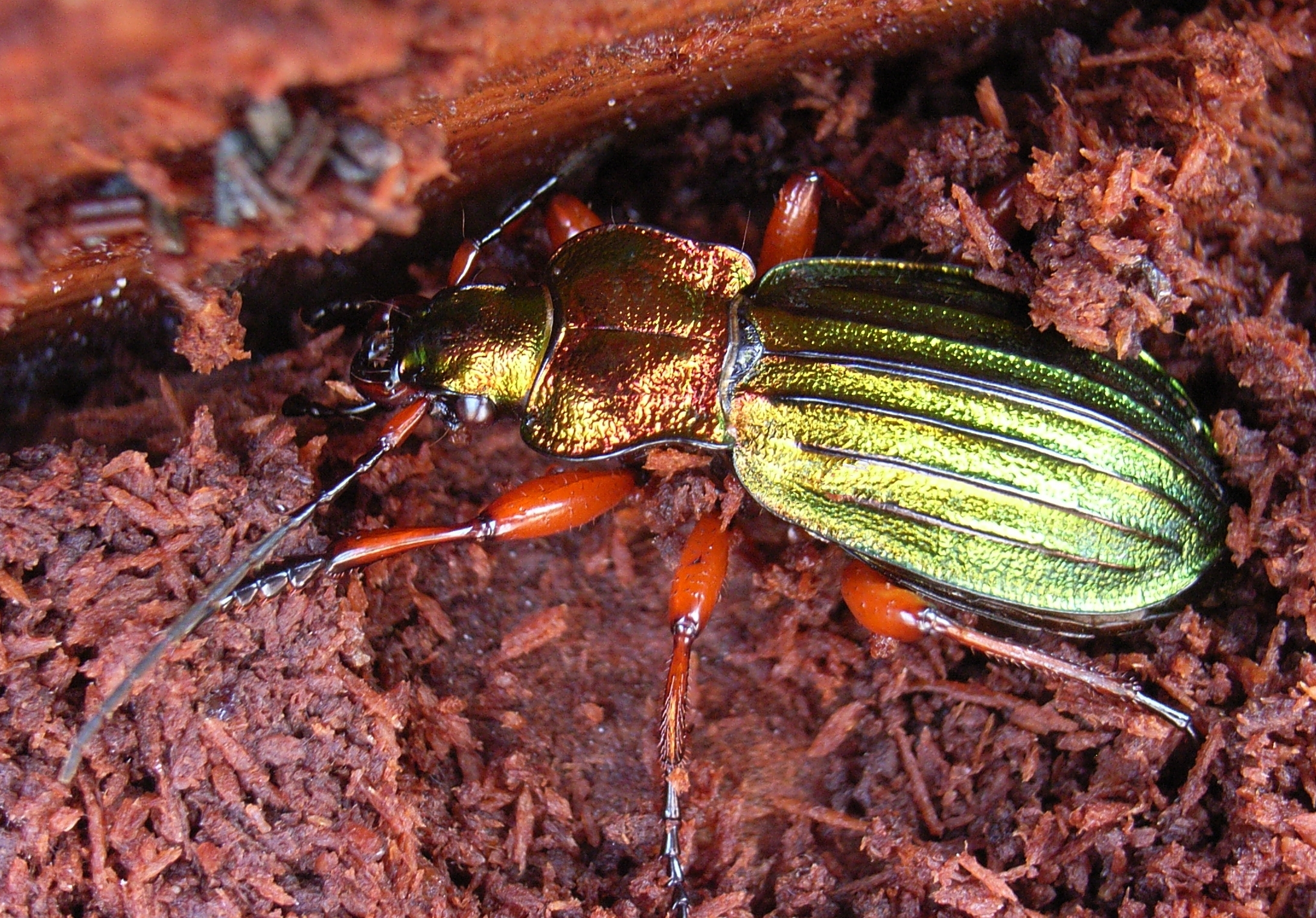
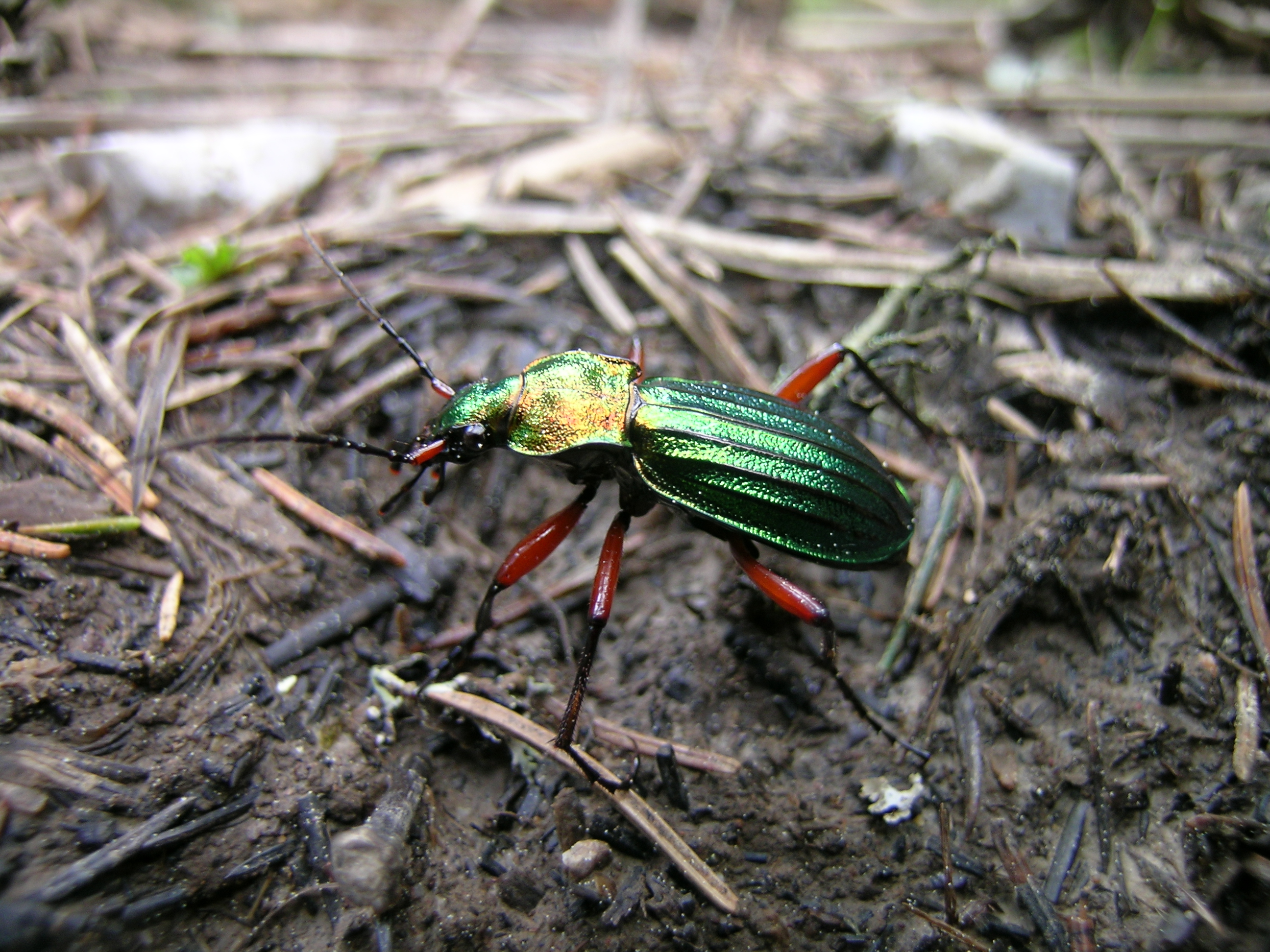